# Nõmmeotsa
Nõmmeotsa – wieś w Estonii, prowincji Rapla, w gminie Märjamaa.